# 布吕河畔努瓦亚勒
布吕河畔努瓦亚勒（法語：Noyal-sur-Brutz，法語發音：[nwajal syʁ bʁy] ⓘ）是法国大西洋卢瓦尔省的一个市镇，位于该省东北部，属于沙托布里扬-昂斯尼区。

## 地理
布吕河畔努瓦亚勒（47°46'34"N, 1°20'49"W）面积7.71 平方千米，位于法国卢瓦尔河地区大区大西洋卢瓦尔省，该省份为法国西北部沿海省份，位于布列塔尼半岛东南部，北起伊勒-维莱讷省，西北接莫尔比昂省，西临大西洋，南至旺代省，东临曼恩-卢瓦尔省。
与布吕河畔努瓦亚勒接壤的市镇（或旧市镇、城区）包括：马蒂涅费绍、费尔塞、鲁热、苏当、维勒波。
布吕河畔努瓦亚勒的时区为UTC+01:00、UTC+02:00（夏令时）。

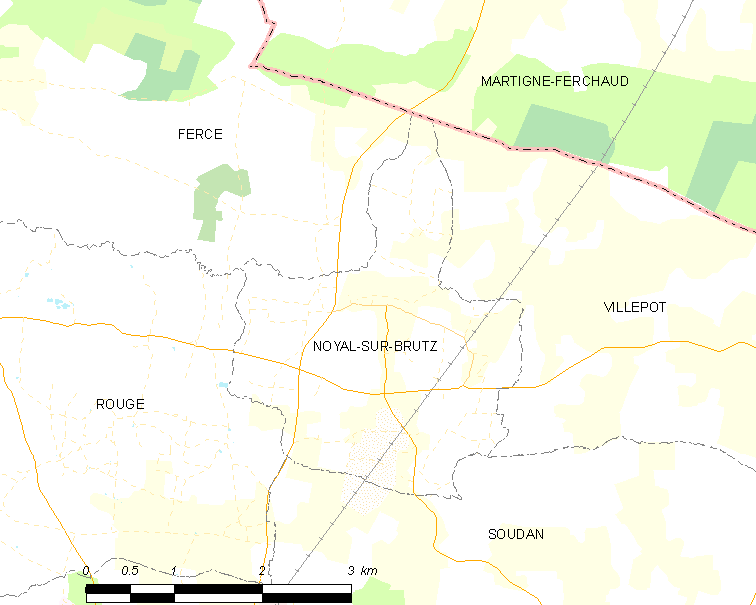
布吕河畔努瓦亚勒的OSM定位图

## 行政
布吕河畔努瓦亚勒的邮政编码为44110，INSEE市镇编码为44112。

## 政治
布吕河畔努瓦亚勒所属的省级选区为沙托布里扬县。

## 交通
大西洋卢瓦尔省省道D20线、D36线和D178线在境内交汇。

## 人口

1962-2008年间布吕河畔努瓦亚勒人口变化图示

布吕河畔努瓦亚勒于2022年1月1日时的人口数量为579人。